# Viktor Tjul'kin
Viktor Arkad'evič Tjul'kin (in russo Виктор Аркадьевич Тюлькин?; Vladivostok, 14 maggio 1951) è un politico sovietico, e dal 1991 russo, segretario del Partito Comunista Operaio Russo del Partito Comunista dell'Unione Sovietica.

## Biografia
Nel 1974 si diploma in ingegneria meccanica presso l'Istituto Meccanico di Leningrado e lavorò in seguito presso la fabbrica Avant-garde. In seguito viene eletto segretario del comitato del PCUS della fabbrica e membro del comitato del partito di Leningrado.
Nel 1990 è eletto membro del Comitato Centrale durante il congresso costituente del Partito Comunista della RSFS Russa. Nel 1991 partecipò alla fondazione e divenne membro del Comitato Centrale del Partito Comunista Operaio Russo, di cui fu nominato segretario nel 1993, e che poi nel 2001 confluirà nel Partito Comunista Operaio Russo - Partito Rivoluzionario dei Comunisti.